# 徳島県立農林水産総合技術支援センター水産研究所
徳島県立農林水産総合技術支援センター 水産研究所（とくしまけんりつのうりんすいさんそうごうぎじゅつしえんセンター すいさんけんきゅうじょ）は、徳島県における水産業の研究・指導を目的として設置された徳島県立農林水産総合技術支援センターが管理する施設。

## 概要
本所は徳島県庁内にあり、独立した組織として鳴門庁舎（鳴門市）と美波庁舎（美波町）がある。管轄が播磨灘・紀伊水道のため兵庫県立農林水産技術総合センター水産技術センター・兵庫県淡路県民局・大阪府環境農林水産総合研究所水産技術センター・和歌山県農林水産総合技術センター水産試験場との連携が強い。
1901年8月に創立され、県庁内に事務局を設置したのがはじまり。 

## 組織
組織の長は所長である。
- 総務担当（両庁舎）－庶務全般
- 環境増養殖担当（鳴門庁舎）－海藻類の研究・ハモのブランド化のための鮮度保持技術の開発研究・内水面漁業全般
- 海洋生産技術担当（美波庁舎）－海洋観測・資源管理型漁業の普及・魚病診断・アオリイカの鮮度保持と、ブランド化のための技術開発

## 沿革
- 1901年08月 - 県庁内に事務局を設置。同年12月 名東郡斉津村（現：徳島市津田町）に新庁舎を落成、移転。
- 1914年04月 - 県庁内に移転。
- 1921年04月 - 海部郡日和佐町、海部郡役所内に分場を設置。
- 1927年03月 - 同分場を廃止。
- 1942年09月 - 那賀郡橘町（現:阿南市橘町）に新庁舎を建設し、県庁から移転。
- 1945年05月 - 県庁内から県立水産学校（海部郡日和佐町）に移転。
- 1948年08月 - 海部郡日和佐町〈弁財天〉に庁舎を新築、水産学校から移転。
- 1957年04月 - 旧〈とくしま丸〉の代船〈とくしま丸〉を建造、場内に庶務・増殖加工・漁労の3係を設置。
- 1962年04月 - 小歩危養鱒場を水産課から移管、同年7月 増殖加工係を増殖係と調査加工係に分離。
- 1965年03月 - 鳴門市瀬戸町に鳴門分場を設置、同年6月:本場の増殖・漁労・調査加工の3係を科に改める。
- 1971年04月 - 本場の漁労科を海洋科に、調査加工科を調査科に改称、同年9月 海部郡日和佐町（大浜）に新庁舎が落成、移転。
- 1972年11月 - 小歩危養鱒場を小歩危淡水養魚場と改称。
- 1973年04月 - 本場に病理科を新設。
- 1984年02月 - 漁業指導船〈とくしま〉の代船漁業調査船〈とくしま〉建造。
- 1988年04月 - 本場に資源科を新設し、鳴門分場に調査科を移設。それに伴い生産科を新設して、2科制とする。
- 2000年02月 - 漁業調査船「とくしま」（鋼船80トン、1,200馬力）竣工、同年3月 小歩危淡水養魚場閉鎖。
- 2001年04月 - 徳島県水産試験場から、徳島県立農林水産総合技術センター水産研究所に改組。「科制」から「担当制」へ。
- 2006年04月 - 組織再編に伴い、徳島県立農林水産総合技術支援センター水産研究所と名称変更。
- 2007年03月 - 鳴門庁舎改築完成。
- 2009年04月 - 総務担当、海洋生産技術担当、環境増養殖担当の３担当となる。

## 主な実績
- 虹（LED集魚灯）の効率的漁法の確立
- アオリイカの鮮度保持技術の確立
- 養殖藻類色落ち防止技術の開発
- 海域特性にマッチした高品質ワカメ品種の確立

## 調査船
- とくしま（美波庁舎）－2000年2月より就航。鋼製。80t

## 交通
- 鳴門庁舎 - JR四国鳴門線鳴門駅より、鳴門市営バス瀬戸中学校前で下車。徒歩約3分。
- 美波庁舎 - JR四国牟岐線日和佐駅より、徒歩約23分。

## その他
- 徳島県の水産物は、ワカメと養殖アユが全国的に有名だが、ハモやアオリイカも漁獲量が日本一である。
- 日和佐は海亀の産卵地で有名だが、海亀の疾病治療のために県庁畜産課の獣医師が、ごく稀に臨時勤務をする事がある。